# Särkijärvi (Karesuando socken, Lappland, 760198-178837)
Särkijärvi är en sjö i Kiruna kommun i Lappland och ingår i Torneälvens huvudavrinningsområde. Sjön är 8,3 meter djup, har en yta på 0,135 kvadratkilometer och befinner sig 308,9 meter över havet.

## Delavrinningsområde
Särkijärvi ingår i det delavrinningsområde (760060-179175) som SMHI kallar för Ovan VDRID = Luongasjoki i Muonioälvens vattendra*. Medelhöjden är 315 meter över havet och ytan är 30,63 kvadratkilometer. Räknas de 200 avrinningsområdena uppströms in blir den ackumulerade arean 6 701,62 kvadratkilometer. Muonioälven (Njärrejåkkå) som avvattnar avrinningsområdet har biflödesordning 2, vilket innebär att vattnet flödar genom totalt 2 vattendrag innan det når havet efter 387 kilometer. Avrinningsområdet består mestadels av skog (57 procent) och sankmarker (23 procent). Avrinningsområdet har 0,96 kvadratkilometer vattenytor vilket ger det en sjöprocent på 3,1 procent. Bebyggelsen i området täcker en yta av 1,21 kvadratkilometer eller 4 procent av avrinningsområdet.